# Jan Kazimierczak
Jan Kazimierczak (ur. 16 maja 1910 w Dzięciołach Dalszych, zm. 5 lipca 2011) – polski nauczyciel, pedagog, działacz związkowy i społeczno-oświatowy, znawca i miłośnik Warszawy, poseł na Sejm PRL VII kadencji z ramienia ZSL.

## Życiorys
Ukończył Seminarium Nauczycielskie w Ursynowie, Uniwersytet Warszawski z tytułem magistra filozofii oraz studia podyplomowe z historii najnowszej na UW (1969). Pracę zawodową rozpoczął w Szkole Powszechnej im. P. Wysockiego w Warce w 1933. Założył tam drużynę harcerską i orkiestrę uczniowską. Jest autorem hymnu szkoły śpiewanego do dziś. Od 1935 pracował w szkole w Wilanowie, tam też założył drużynę harcerską oraz świetlicę Koła Byłych Wychowanków. Zespół tej świetlicy kierowany przez Jana Kazimierczaka przed II wojną światową występował w radiowych programach dla wsi.
Jan Kazimierczak w 1933 wstąpił do Związku Nauczycielstwa Polskiego. W 1937 współorganizował strajk nauczycielski w powiecie warszawskim. W okresie okupacji hitlerowskiej w latach 1940–1941 zorganizował w Wilanowie gimnazjalne komplety tajnego nauczania, którymi też kierował. W latach 1941–1947 był przewodniczącym Rady Nadzorczej Spółdzielni Spożywców w Wilanowie (Rada ta udzielała pomocy wysiedleńcom z poznańskiego). Uczestniczył w powstaniu warszawskim w zgrupowaniu Oaza. W 1945 doprowadził do przekształcenia Tajnych Kompletów w Gimnazjum Samorządowe w Wilanowie. W wyniku konkursu został jego kierownikiem. Zorganizował Komitet Odbudowy Szkoły. Gimnazjum to w roku szkolnym 1952/53 przeobraziło się z jego inicjatywy w Jedenastoletnią Szkołą Ogólnokształcącą, której Jan Kazimierczak był dyrektorem do 1970, kiedy przeszedł na emeryturę. Uczniów tego humanistycznego XXXVIII LO kształcono m.in. jako przyszłych przewodników po Muzeum Pałacu w Wilanowie. Dzięki staraniom Jana Kazimierczaka liceum w 1972 otrzymało imię Stanisława Kostki Potockiego.
W latach 1952–1955 Jan Kazimierczak był prezesem oddziału ZNP Warszawa-Wilanów, a w latach 1955–1957 prezesem Okręgu Warszawskiego Związku Nauczycielstwa Polskiego. Od 1956 do 1959 członek prezydium Zarządu Głównego ZNP, a w latach 1960–1968 członek Głównej Komisji Rewizyjnej ZNP. Pod koniec życia zasiadał w Komisji Historycznej Okręgu Warszawskiego i Oddziału ZNP Warszawa Mokotów, Ursynów, Wilanów. W latach 1958–1970 członek Odwoławczej Komisji Dyscyplinarnej dla nauczycieli przy Ministerstwie Oświaty. W okresie 1945–1984 Jan Kazimierczak był radnym:
- Gminnej Rady Narodowej w Wilanowie (1945–1949),
- Powiatowej i Wojewódzkiej Rady Narodowej (1945–1949),
- Dzielnicowej RN Warszawa Mokotów (1952–1965),
- Stołecznej RN (1958–1966).

W latach 1972–1984 był zastępcą przewodniczącego Dzielnicowej Rady Narodowej na Mokotowie. Jako radny zajmował się kwestiami budownictwa i wyposażenia szkół, a także mieszkaniami dla nauczycieli.
W 1970 został wybrany na zastępcę prezesa, a w 1972 na prezesa Stołecznego Komitetu Zjednoczonego Stronnictwa Ludowego. Był posłem na Sejm PRL VII kadencji (lata 1976–1980). W latach 1966–1972 funkcję zastępcy przewodniczącego Oddziału Sadyba-Wilanów Towarzystwa Przyjaciół Warszawy.
Został pochowany w grobie rodzinnym na cmentarzu w Wilanowie.
W 2023 jego imieniem nazwano rondo w Wilanowie.

## Publikacje
Autor licznych haseł w Encyklopedii Warszawy PWN (1994) oraz artykułów:
- monografii wsi Kępa Zawadowska,
- Wieś Olendrów w granicach Warszawy (Archiwum UW 1952),
- Oświata w dzielnicy Mokotów w latach do 1945 r. w: Dzieje Mokotowa, PWN 1972,
- Mokotów w latach 1916–1939 (Jednodniówka 1984),
- Strajk nauczycielski w 1937 r. w Warszawie i byłym powiecie warszawskim (Archiwum ZG ZNP),
- Historia Szkoły Podstawowej w Powsinie od 1810 do 1945 (Archiwum Szk. Podst. w Powsinie).

## Odznaczenia
Jan Kazimierczak odznaczony został:
- Orderem Sztandaru Pracy II klasy (1984),
- Krzyżem Kawalerskim Orderu Odrodzenia Polski (1964),
- Krzyżem Komandorskim Orderu Odrodzenia Polski (1975),
- Medalem Komisji Edukacji Narodowej (1974),
- Złotą Odznaką ZNP (1955),
- Odznaką ZNP–TON (1985),
- Warszawskim Krzyżem Powstańczym (1988),
- Odznaką „Weteran Walk o Wolność i Niepodległość Ojczyzny” (1955),
- Złotą odznaką honorową „Za Zasługi dla Warszawy”,
- Odznaką „Zasłużony Działacz Kultury” (1979),
- Medalem za zasługi dla Mokotowa (1988).

Uhonorowany został także Nagrodą Miasta Stołecznego Warszawy w 2005 oraz (jako pierwszy) tytułem „Zasłużony dla Wilanowa” (1999).